# Femke Vanhove
Femke Vanhove is een Belgische actrice.

## Biografie
Vanhoves eerste mediaoptreden vond plaats in maart 2013, toen ze als kind op de cover van Libelle Mama stond. Ze begon haar acteercarrière in 2017 met een bijrol in Vele hemels boven de zevende van Jan Matthys. Op haar dertiende speelde ze haar eerste hoofdrol, in de kortfilm Le temps qui reste (2019) van Laura Van Passel, de dochter van Frank Van Passel. In 2020 speelde ze een van de hoofdrollen in de kortfilm tzijn wij van Nathan Naenen.
In 2022 speelde ze haar eerste rol in een serie, Een Goed Jaar. Ze vertolkte hierin de rol van Fleur, de dochter van hoofdpersonage Erik (Jurgen Delnaet) en Claire (Inge Paulussen). Sinds 2022 maakt ze, als fervent skater, reclame als een van de gezichten van een Antwerpse skatewinkel. In 2022 verscheen ze als de dochter van Frank (Tom Van Dyck) en Nathalie (Lotte Heijtenis) in de serie Geldwolven. Haar rol in de serie werd positief ontvangen door de media, vooral haar hese stemtimbre en straffe naturel werden geroemd.
Ze was in 2023 te zien in Sibling, opnieuw een kortfilm van Van Passel, waarin ze de hoofdrol van Kato speelde naast Nico Sturm, Sofie Decleir en Willem Loobuyck. Deze film werd geselecteerd voor het Palm Springs International ShortFest in de Verenigde Staten. In 2024 was ze als Malou te zien in de film Skiff van Cecilia Verheyden, haar eerste hoofdrol in een langspeelfilm. Hierin speelde ze naast onder andere Lina Miftah, Natali Broods en Jeroen Van der Ven.
Vanhove volgde de opleiding Muziek-Woord aan de!Kunsthumaniora in Antwerpen.